# Đại bàng vàng

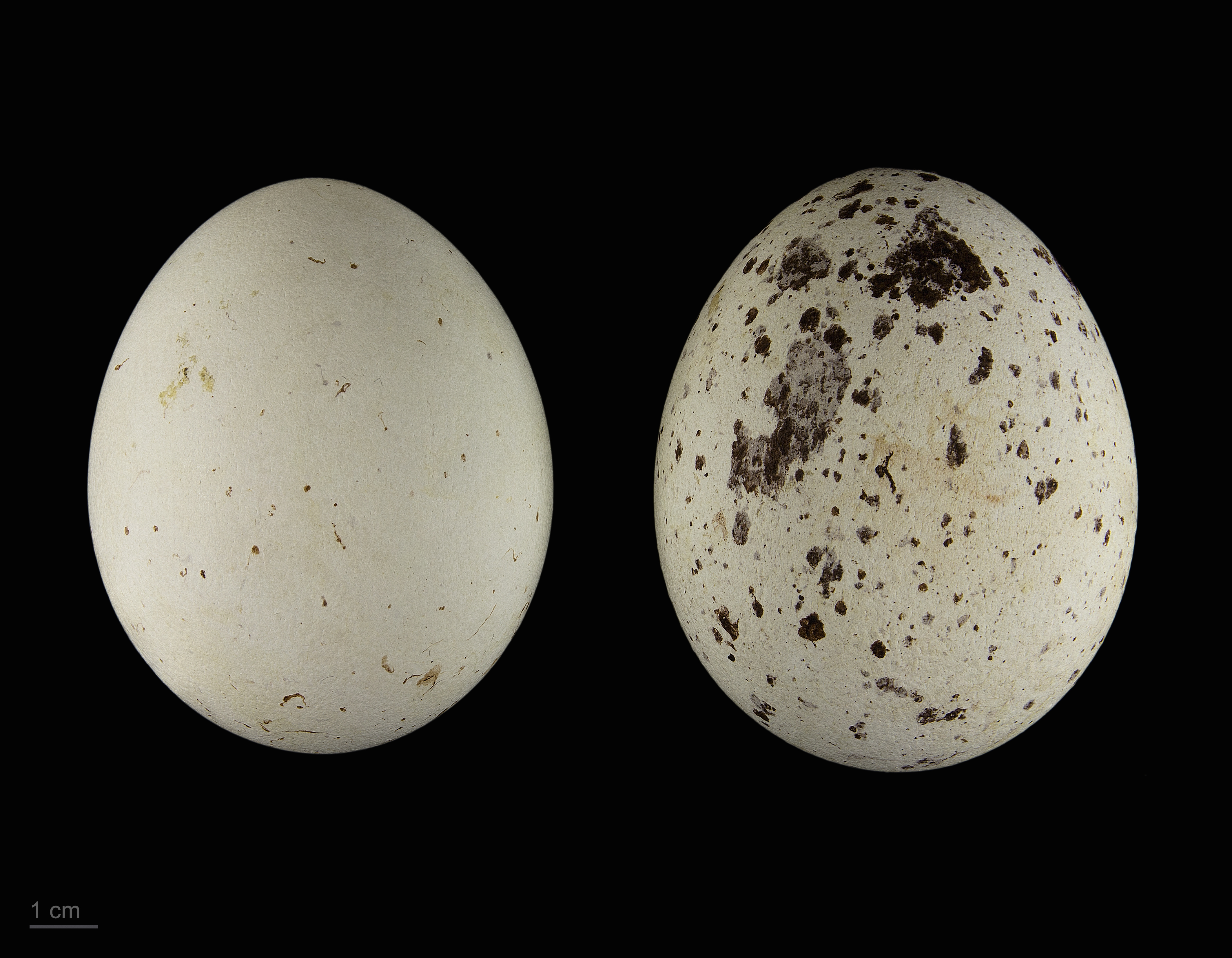
Aquila chrysaetos

Đại bàng vàng (danh pháp hai phần: Aquila chrysaetos) là một trong những loài chim săn mồi nổi tiếng ở Bắc bán cầu. Loài này thuộc họ Accipitridae. Từng phân bố rộng rãi ở Holarctic (Bắc giới), nó đã biến mất khỏi một số khu vực đông dân cư hơn. Mặc dù đã biến mất khỏi hay không phổ biến trong một số phạm vi phân bố trước đây vì các bệnh lây truyền qua đường tình dục, loài này vẫn còn khá phổ biến, có mặt tại Âu Á, Bắc Mỹ, và các khu vực của châu Phi. Mật độ cao nhất của đại bàng làm tổ trên thế giới nằm ở phía nam quận Alameda, tiểu bang California. Đại bàng vàng có màu nâu sẫm, với bộ lông nâu vàng nhẹ trên đầu và cổ. Sải cánh của loài này dài từ 1,8-2,3m. Trong khi những con chim đực nặng từ 7–11 kg thì con cái chỉ có cân nặng bằng một nửa con đực: từ 3,5–6 kg.
Đại bàng vàng sử dụng sự nhanh nhẹn và tốc độ của kết hợp với móng vuốt cực kỳ mạnh mẽ để chộp một loạt các con mồi, bao gồm thỏ, marmota, sóc đất, và các động vật có vú lớn như cáo và các động vật móng guốc non. Chúng cũng ăn xác thối nếu con mồi sống khan hiếm, cũng như các loài bò sát. Các loài chim, bao gồm cả các loài lớn lên đến kích thước của thiên nga và sếu đã được ghi nhận là con mồi của loài đại bàng này. Trong nhiều thế kỷ, loài này là một trong những loài chim được đánh giá cao nhất được sử dụng làm chim nuôi đi săn, với các phân loài Á-Âu đã được sử dụng để săn và giết chết con mồi như sói xám (Canis lupus) trong một số cộng đồng bản địa. Do tính can đảm săn mồi, đại bàng vàng được một số nền văn hóa bộ lạc, cổ xưa xem là loài tôn kính thần bí.